# Aulo Cecina Alieno
Aulo Cecina Alieno (¿-79) fue un senador romano del siglo I , que desarrolló su carrera política bajo Nerón y Vespasiano.

## Biografía
Sirvió como cuestor en la provincia de Baetica en 68, durante el año de los cuatro emperadores.Tras la muerte de Nerón, se alineó con Galba, quien lo puso al mando de las legiones de la Germania Superior. Acusado de haberse apropiado de dinero público, tomó partido por Vitelio, quien lo mandó a Italia con un poderoso destacamento del ejército del Rin armada.
Cecina atravesó los Alpes, pero fue derrotado cerca de Cremona por Cayo Suetonio Paulino, general de Otón. Junto a Fabio Valente, seguidamente, derrotó a Otón en la decisiva primera batalla de Bedriacum. Se convirtió en consul suffectus en el año 69.
La incapacidad demostrada por Vitelio empujó a Vespasiano a levantarse en armas contra él. Cecina, encargado de reprimir la revuelta, lo traicionó y buscó persuadir a sus tropas para que se alinearan con Vespasiano, pero fue encadenado por los propios soldados. Tras la derrota y la deposición de Vitellio, Cecina fue liberado y obtuvo el favor del nuevo emperador. En el año 79 estuvo implicado en una conspiración contra Vespasiano y fue condenado a muerte por Tito.
Cecina es descrito por Tácito como un romano de buena presencia, excelente orador y favorito del ejército romano.

### Obras clásicas
- Publio Cornelio Tácito, Historias, I 53, 61, 67-70; II 20-25, 41-44; III 13.
- Dión Casio, Storia romana, Ixv. 10-14; Ixvi. 16.
- Plutarco, Vidas paralelas, Vida de Otón, 7.
- Cayo Suetonio Tranquilo, Las vidas de los doce césares, Vida de Tito, 6.
- Juan Zonaras, Historia universal, XI 17

### Historiografía
- Varios autores (1910-1911). «Caecīna».  En Chisholm, Hugh, ed. Encyclopædia Britannica. A Dictionary of Arts, Sciences, Literature, and General information (en inglés) (11.ª edición). Encyclopædia Britannica, Inc.; actualmente en dominio público.
- Rudolf Hanslik, "Caecina 1)" Realencyclopädie der classischen Altertumswissenschaft|Der Kleine Pauly (KlP), vol. I, Stuttgart, 1964, col. 990.